# Ерема (Иркутская область)
Ерема (эвенк. Йэрэмэ) — село в Катангском районе Иркутской области.

## География
Село стоит на реке Нижняя Тунгуска.

## Население
По данным Всероссийской переписи населения 2010 года население НП составило 53 человека, из них 30
мужчин и 23 женщины.

## Власть
Село в административном плане относится к Преображенскому муниципальному образованию Катангского района
Иркутской области.